# Червона кімната
Червона кімната (англ. The Red Room) — оповідання англійського письменника Герберта Веллса. Вперше опубліковане у журналі "The Idler" у 1896 році.

## Сюжет
Оповідач вирішує провести ніч у замку Лотарингії, де нібито є кімната з привидами, пофарбована у яскраво-червоний колір.  Він має намір спростувати легенди про привидів. Попри туманні попередження трьох слуг, які живуть у замку, оповідач піднімається до «Червоної кімнати».
Спочатку оповідач намагається подолати свій страх темряви, запалюючи свічки, але вони з невідомої причини постійно гаснуть. Він уявляє, що свічками керує злий розум. Коли страх посилюється, він натикається на якісь меблі в темряві, вдаряється головою об стіну та непритомніє.
Слуги знаходять його вранці та дуже хочуть почути опис привида. Оповідач погоджується, що в кімнаті є якась сила, але то був не привид, а сам страх.

## Сприйняття
За публікацією освітнього порталу Shmoop University Inc., «Червона кімната» не є звичайною готичною новелою, оскільки в ній хоча й присутні необхідні атрибути жанру, мова йде про людську психологію, коли сила страху перемагає людський розум та самоконтроль».
На думку Олівера Тірла,  лектора Університету Лафборо, дослідника літератури ХІХ-ХХ століття, «Червона кімната» – гарний раціональний погляд на історію привидів, яка була популярною наприкінці ХІХ століття». Г. Веллс, «написавши історію з родзинкою, в якій немає привидів, а є лише страх, що робить своє без допомоги надприродного, перевернув умовності жанру». 